# Raymond Hakim
Raymond Hakim (* 23. August 1909 in Alexandria, Ägypten; † 14. August 1980 in Deauville, Frankreich) war ein ägyptischstämmiger, französischer Filmproduzent.

## Leben

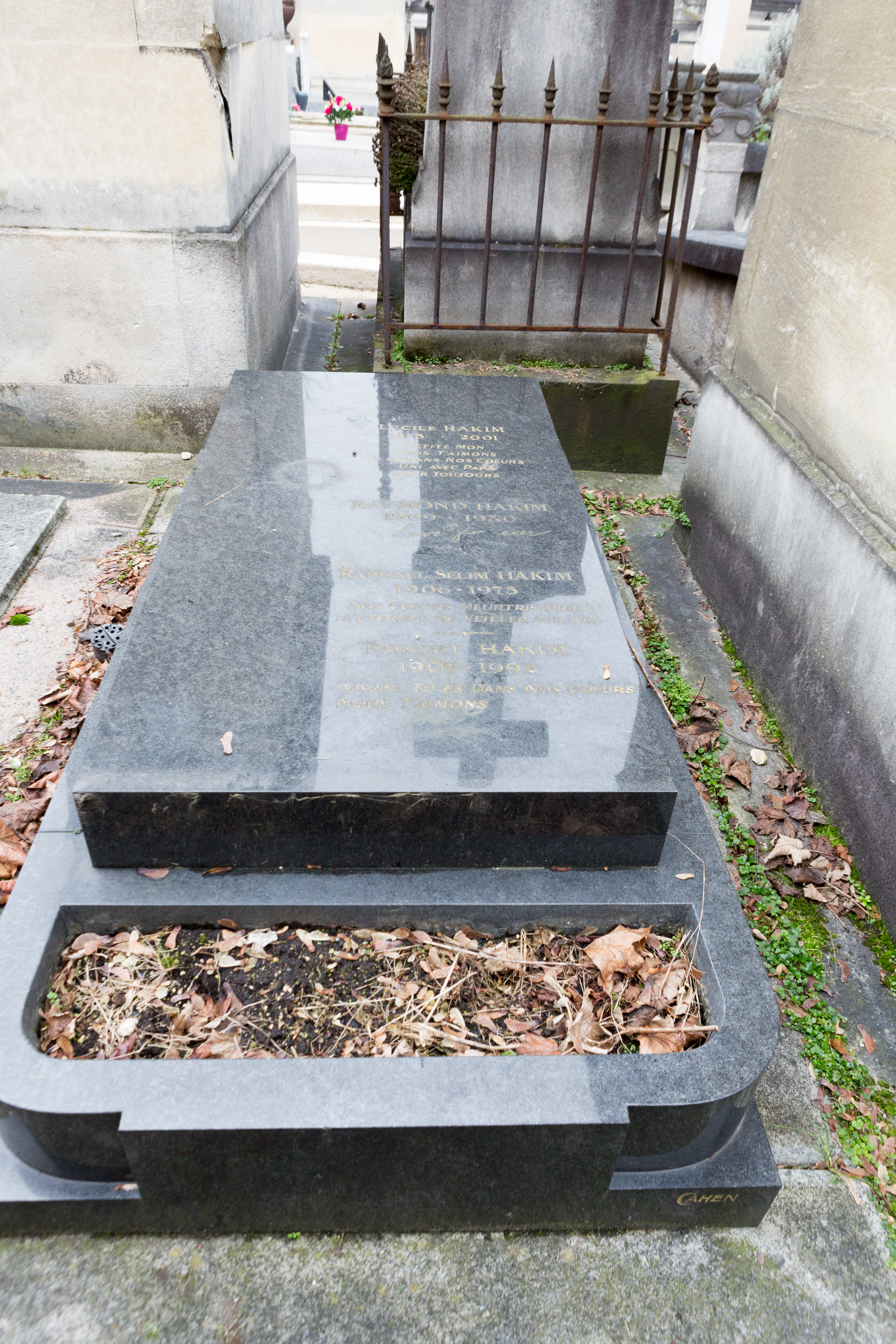
Grabstätte von Robert und Raymond Hakim auf dem Friedhof Père-Lachaise.

Raymond Hakim begann zusammen mit seinem zwei Jahre älteren Bruder Robert Hakim Ende der 1920er Jahre seine Karriere beim Film als Angestellter der Kairoer Niederlassung der Paramount-Filmproduktion und arbeitete später für dieselbe Gesellschaft auch in Joinville nahe Paris. 1934 machten sich die Hakim-Brüder mit der Firma Paris Films Productions selbstständig. Sie produzierten noch vor dem Zweiten Weltkrieg einige berühmte Filme, die von Regisseuren wie Julien Duvivier und Jean Renoir inszeniert wurden. 
Infolge der Besetzung Frankreichs durch die Wehrmacht flohen die Hakim-Brüder in die Vereinigten Staaten. Erst nach mehreren Jahren der Untätigkeit als Produzenten konnten sie gegen Kriegsende 1945 in Hollywood ihre Arbeit als Filmhersteller fortsetzen. 1950/51 kehrten Raymond und Robert Hakim nach Frankreich zurück. Dort hatte in der Zwischenzeit auch der dritte Bruder André Hakim seine Tätigkeit als Filmproduzent aufgenommen. Mit namhaften Regisseuren wie Claude Chabrol, Michelangelo Antonioni und Luis Buñuel entstanden in den 1950er und 1960er Jahren sowohl künstlerisch anspruchsvolle als auch kommerziell erfolgreiche Produktionen, in denen Topstars wie Gérard Philipe, Alain Delon, Jeanne Moreau, Jean-Paul Belmondo, Anthony Quinn und Catherine Deneuve mitwirkten. Raymond Hakim starb als erster der drei Produzenten-Brüder.

## Filmografie (Auswahl)
- 1936: Marthe Richard au service de la France
- 1936: Pépé le Moko – Im Dunkel von Algier (Pépé le Moko)
- 1937: Nächte in Neapel (Naples au Baiser de feu)
- 1938: Bestie Mensch (La Bête humaine)
- 1946: Heartbeat
- 1947: Die lange Nacht (The Long Night)
- 1949: Without Honor
- 1951: Das Herz einer Mutter (The Blue Veil)
- 1952: Goldhelm (Casque d'or)
- 1953: Thérèse Raquin – Du sollst nicht ehebrechen (Thérèse Raquin)
- 1954: Mamsell Nitouche (Mam'zelle Nitouche)
- 1956: Der Glöckner von Notre-Dame (Notre-Dame de Paris)
- 1957: Immer wenn das Licht ausgeht (Pot-Bouille)
- 1959: Schritte ohne Spur (À double tour)
- 1960: Nur die Sonne war Zeuge (Plein soleil)
- 1960: Die Unbefriedigten (Les Bonnes Femmes)
- 1960: Die mit der Liebe spielen (L'Avventura)
- 1961: Speisekarte der Liebe (Les Godelureaux)
- 1962: Eva
- 1962: Liebe 1962 (L'eclisse)
- 1963: Rasthaus des Teufels (Chair de Poule)
- 1964: Der Reigen (La Ronde)
- 1964: Dünkirchen, 2. Juni 1940 (Week-end à Zuydcoote)
- 1967: Belle de Jour – Schöne des Tages (Belle de Jour)
- 1968: Isadora
- 1972: Die Geliebte meines Vaters (Le Rempart des Béguines)
- 1976: Emanuela 77 – La Marge (La Marge)

## Einzelnachweis
1. ↑  Kay Weniger: Das große Personenlexikon des Films. Die Schauspieler, Regisseure, Kameraleute, Produzenten, Komponisten, Drehbuchautoren, Filmarchitekten, Ausstatter, Kostümbildner, Cutter, Tontechniker, Maskenbildner und Special Effects Designer des 20. Jahrhunderts. Band 3: F – H. Barry Fitzgerald – Ernst Hofbauer. Schwarzkopf & Schwarzkopf, Berlin 2001, ISBN 3-89602-340-3, S. 484.

| Personendaten    | Personendaten                                   |
| ---------------- | ----------------------------------------------- |
| NAME             | Hakim, Raymond                                  |
| KURZBESCHREIBUNG | ägyptischstämmiger, französischer Filmproduzent |
| GEBURTSDATUM     | 23. August 1909                                 |
| GEBURTSORT       | Alexandria, Ägypten                             |
| STERBEDATUM      | 14. August 1980                                 |
| STERBEORT        | Deauville, Frankreich                           |